# Bộ Vô (毋)
Bộ Vô, bộ thứ 80 có nghĩa là "chớ", "đừng" là 1 trong 34 bộ có 4 nét trong số 214 bộ thủ Khang Hy.
Trong Từ điển Khang Hy có 16 chữ (trong số hơn 40.000) được tìm thấy chứa bộ này.

## Tự hình Bộ Vô (毋)

Kim văn
Đại triện
Tiểu triện

## Chữ thuộc Bộ Vô (毋)
| Số nét bổ sung | Chữ             |
| -------------- | --------------- |
| 0              | 毋/vô/ 毌/quán/ |
| 1              | 母/mẫu/         |
| 2              | 毎/mỗi/         |
| 3              | 每/mai/ 毐/ải/  |
| 4              | 毑/tả/ 毒/đại/  |
| 9              | 毓/dục/         |